# Atalaya alata
Atalaya alata és una espècie de planta de la família dels slazes, les Sapindàcies. És una planta endèmica del sud de Sud-àfrica. Molt apreciada pel seu valor ornamental i l'elegància que aporta aquesta planta alhora de ser plantada en un jardí.
És una espècie molt semblant a Clausina anisata, perdepis nom afrikaans, encara que les fulles no fan una olor tan forta quan se les aixafa. És una planta sensible a les glaçades i hauria de ser cultivada en condicions de calor.

## Descripció

### Port
És un arbre de fulla caduca i de mida petita a mitjana, el qual presenta una corona a vegades escassament ramificada. La fusta és força lleugera, fràgil, de textura fina i de color groc pàl·lid-blanquinós. Aquest arbre s'assembla Clausina anisata (perdepis), tot i que no fa olor tan forta quan es trituren les fulles.

### Fulles
Les fulles són compostes amb 5 o 7 parells de folíols. Són marcadament asimètriques i en forma de falç. Els marges de les fulles són normalment serrats o dentats particularment en la zona de l'àpex.

### Flors
Són petites, de color blanc i floreixen de Setembre a Novembre. El fruit és alat, presenta fins a tres ales una o dues de les quals normalment estan parcialment desenvolupades. El fruit madura a la tardor.

## Distribució
Es troba als matollars costaners i als cursos d'aigua.

## Taxonomia
Atalaya alata va ser descrita per H.M.L. Forbes

### Etimologia
- Atalaya: nom genèric que deriva de "atalai", nom d'origen timorés (Timor (Portugal)).
- alata: epítet llatí que fa referència a les seves llavors alades.